# Aysel Teymurzadeh
Aysel Teymurzadeh, född 25 april 1989 i Baku, Azerbajdzjan, mest känd som AySel, är en azerisk R&B och pop-sångerska.
Aysel gjorde sitt första framträdande som åttaåring stående på en stol där hon på begäran av gästerna på en middag fick framföra en sång. 2001 vann hon musikfestivalen Pohre i Azerbajdzjan och som 13-åring påbörjade hon sina pianostudier. År 2004 reste hon till USA som utbytesstudent. Under tiden i USA var hon också med i flera olika musiktävlingar.

## Eurovision Song Contest
Aysel valdes internt av den azeriska TV-kanalen iTV som representant för Azerbajdzjan i Eurovision Song Contest 2009 i Moskva. Hon sjöng låten Always i den andra semifinalen i duett med den iransk-svenska sångaren Arash och gick till final, där de slutade på tredje plats.